# Debut Album
Debut Album är Isa Tengblads debutalbum från 2019.

## Låtlista
1. Bye Bye
2. Rare (feat. Garen)
3. Settle on Love (Real)
4. Conversation
5. Switch
6. Rock My Body
7. Do What You Want
8. Without You
9. Craving
10. Love in the World (feat. Garren)
11. Perfect
12. Shy
13. After You